# Благовещенский, Андрей Васильевич
Андре́й Васи́льевич Благове́щенский  (1 [13] июня 1889 — 24 сентября 1982) — российский биолог, ботаник, биохимик. Один из основоположников отечественной эволюционной биохимии растений. Один из основателей Ташкентского университета и основоположник узбекской биологической науки. Доктор биологических наук, профессор, заведующий лабораторией физиологии роста и развития растений Главного ботанического сада РАН (Москва). Лауреат Государственной премии имени Бируни.

## Биография
Родился в семье военного врача, мать работала учительницей. Имел младшего брата Виктора и сестру Екатерину.
В 1907 году А. В. Благовещенский окончил гимназию в городе Фергане, где проходил службу его отец, и поступил в Московский университет, на естественное отделение физико-математического факультета. В 1912 году он окончил университет по специальности «физиология растений» и был оставлен на кафедре для подготовки к профессорскому званию. С 1916 года он работал старшим ассистентом кафедры физиологии растений и микробиологии сельскохозяйственного института в Воронеже, а с 1919 года он заведовал этой кафедрой.
В марте 1918 года Благовещенский сдал магистерские экзамены в Московском университете. В 1919 году он был избран профессором физиологии растений Туркестанского университета, формировавшегося в этот момент на базе Московского университета. Эту кафедру он затем возглавлял более десяти лет.
В этот период жизни в Ташкенте Благовещенский читал курсы биологической химии на медицинском факультете и микробиологии на сельскохозяйственном факультете университета. В 1921—1930 годах он избирался деканом педагогического факультета и физико-математического факультета университета, а также избирался директором Ботанического межфакультетского института при университете.
В 1925 году им была опубликована работа «К вопросу о направленности процесса эволюции», в которой показывалось значение исторического подхода к проблемам биохимии, впервые рассматривался подход к выяснению вопросов эволюции растительных организмов с позиций биохимии и термодинамики. Эта работа явилась основой для последующих теоретических и практических исследований Благовещенского, а развитые в ней положения дают основание считать его основоположником эволюционной биохимии в СССР и России.
В конце 1930 года А. В. Благовещенский переехал в Москву и стал заместителем заведующего биохимическим отделом Центрального научно-исследовательского института сахарной промышленности (ЦИНС). Одновременно он вёл исследовательскую работу в ряде отраслевых институтов: в Институте хлебопекарной промышленности, Научно-исследовательском институте удобрений. В 1933 году он стал заведовать лабораторией протеолитических ферментов в Биохимическом институте им. А. Н. Баха Наркомздрава СССР. В 1935 году по совокупности научных трудов ему была присвоена учёная степень доктора биологических наук. В 1934 году им был выпущен учебник «Биохимия растений» для студентов вузов.
В 1935 году он организовал в городе Сухуми лабораторию в филиале ВИЭМ (Всесоюзного института экспериментальной медицины им. Горького), в состав которого входила его лаборатория в тот момент. В этой лаборатории он работал с ферментами крови при трансплантации злокачественных новообразований и с протеолитическими ферментами вегетативных органов субтропических растений.
В 1941 году Андрей Васильевич был эвакуирован в Ташкент, где до окончания войны руководил кафедрой физиологии растений Среднеазиатского университета (САГУ). В 1944 году за плодотворную научно-исследовательскую работу в Ташкенте А. В. Благовещенскому было присвоено почётное звание заслуженного деятеля науки Узбекской ССР. В 1967 году за свои работы он был удостоен Государственной премии Узбекской ССР им. Беруни.
С 1945 года и до конца своих дней Андрей Васильевич Благовещенский заведовал организованной им лабораторией физиологии роста и развития растений в Главном ботаническом саду АН СССР в Москве.
Итогом его научной деятельности явилось более 200 печатных работ, в том числе несколько монографий.
Продолжал А. В. Благовещенский заниматься и преподавательской работой, так он проработал более 10 лет в Московском государственном педагогическом институте им. В. И. Ленина. Он также принимал активное участие в работе общества «Знание»: читал лекции по радио и выступал с научно-популярными лекциями, принимал активное участие в показе достижений советской науки, дважды он был удостоен серебряных медалей ВДНХ СССР.
С 1916 года и до конца жизни был членом Русского ботанического общества (позднее ставшее Всесоюзным ботаническим обществом), входил в состав его Совета.
Он также состоял членом правления Туркестанского отдела Русского географического общества, организатором которого и являлся сам. В Московском доме учёных он был одним из организаторов и активным членом биологической секции, был членом редколлегии «Бюллетеня Главного ботанического сада АН СССР».
Андрей Васильевич Благовещенский умер 24 сентября 1982 года в Москве. Похоронен на Донском кладбище в Москве.

## Награды и общественное признание
- орден Ленина
- орден Октябрьской Революции
- Государственная премия имени Бируни (1967)[4]
- медали

## Некоторые научные труды и монографии
- «Биохимические основы эволюционного процесса у растений» (1950)
- «Биохимия обмена азотсодержащих веществ у растений» (1958)
- «Биохимическая эволюция цветковых растений» (1966)